# Brétigny (Côte-d'Or)
1. REDIRECTION[[Bretigny]